# John Cusack

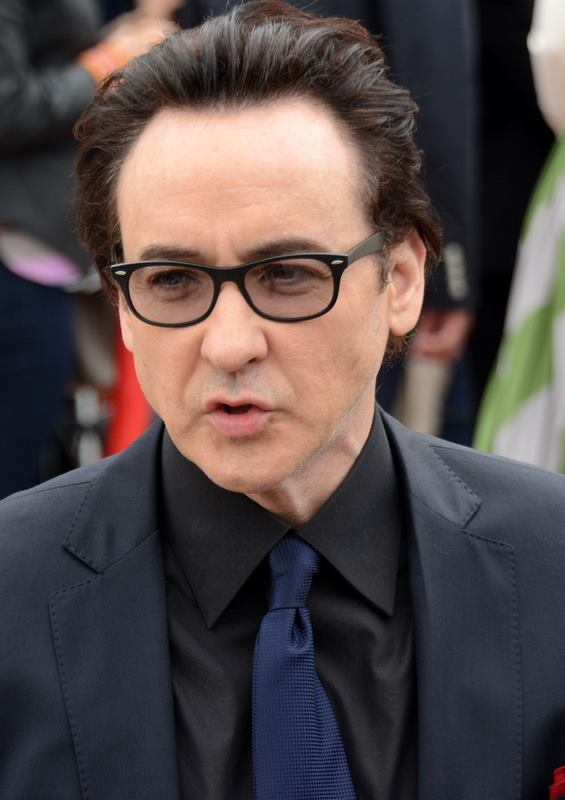
John Cusack (2014)

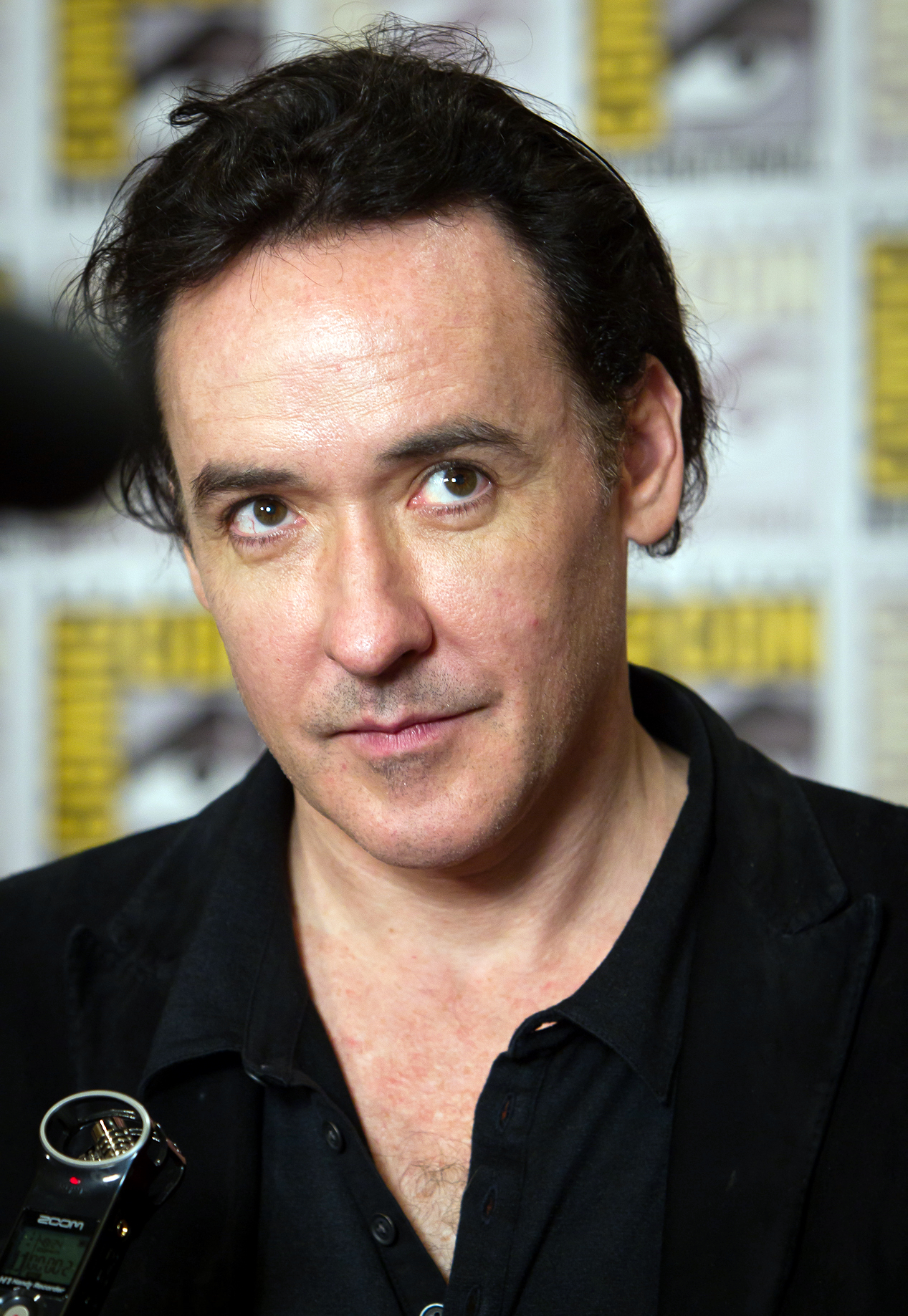
John Cusack auf der Comic-Con 2011

John Paul Cusack (* 28. Juni 1966 in Evanston, Illinois) ist ein US-amerikanischer Schauspieler, Filmproduzent und Drehbuchautor. Seine Geschwister Ann, Bill, Joan und Susie sind ebenfalls Schauspieler; sein Vater Richard „Dick“ Cusack war auch Schauspieler.

## Leben und Karriere
Schon in seiner Kindheit begann John Cusack mit der Schauspielerei und besuchte im Grundschulalter den Piven Theatre Workshop in Chicago, der von den Eltern seines Freundes Jeremy Piven gegründet worden war. Bereits im Alter von 12 Jahren stand er in Theaterproduktionen auf der Bühne, machte voice-overs für Werbespots und war in kommerziellen Spots zu sehen. 1983 trat Cusack erstmals in einer größeren Hollywood-Produktion vor die Kamera, und zwar für den Film Class, unter anderem mit Rob Lowe und Andrew McCarthy. Sodann war er regelmäßig in Filmen zu sehen, die meist auf ein jüngeres Publikum zugeschnitten waren. Mit den Erfolgen Der Volltreffer (1985) und Teen Lover (1989) wurde Cusack dann endgültig zum Teenager-Star.
Neben den Kinoproduktionen war Cusack in weiteren Projekten involviert. So produzierte er verschiedene Shows der Chicago Theatergruppe „The New Criminals“, die er 1988 gegründet hatte, und führte dabei auch Regie. Des Weiteren besitzt er eine Produktionsfirma namens „New Crime Productions“, die unter anderem die Krimikomödie Ein Mann – ein Mord produzierte.
Spätestens mit diesem Film erlebte Cusacks Karriere einen Wendepunkt, und er gewann wenig später durch seinen Auftritt in dem Actionfilm Con Air neben Nicolas Cage, mit dem er später noch mehrfach gemeinsam vor der Kamera stand, auch auf europäischem Boden an Popularität. Es folgten die Peter-Chelsom-Komödie Weil es Dich gibt an der Seite von Kate Beckinsale und City Hall, ein Politdrama mit Al Pacino. 2003 stand Cusack für den Thriller Identität vor der Kamera. 1999 zeigte er eine herausragende Leistung in Being John Malkovich und 2000 in High Fidelity. In der John-Grisham-Verfilmung Das Urteil spielte er neben Rachel Weisz, Dustin Hoffman und Gene Hackman. 2007 sah man ihn in Mikael Håfströms erfolgreichem Horrorthriller Zimmer 1408 nach einer Kurzgeschichte von Stephen King. 2009 bekam Cusack eine Hauptrolle in dem Katastrophenfilm 2012. Hier traf er wieder auf seine Schauspielkollegin Amanda Peet aus Identität.
Cusack tritt inzwischen häufig als jugendlich wirkender beziehungsweise alternder Anti-Held auf und hat ein breites Repertoire an unterschiedlichen Charakteren gespielt. Häufig arbeitet er in Filmen zusammen mit seinen Verwandten (insbesondere Joan Cusack, mit der er bislang in acht Filmen vor die Kamera trat), genauso wie mit seinem „Sandkasten“-Freund Piven. Zusammen mit seinem guten Freund Tim Robbins hat er bereits in sechs Filmen gespielt. Er selbst behauptet, mit seinen bisherigen Projekten zufrieden gewesen zu sein. Die ultimative Rolle habe er aber bislang noch nicht spielen können. Cusack präsentierte im Rahmen des Chicago Comic & Entertainment Expo (C2E2) im McCormick Place Convention Center am 15. April 2012 seinen Film The Raven – Prophet des Teufels. Seither folgten vermehrt auch Filme, die direkt für den Videomarkt produziert wurden, darunter einige Actionproduktionen. Sein Schaffen umfasst mehr als 80 Produktionen.
2014 verkörperte Cusack den Beach-Boys-Sänger und Songwriter Brian Wilson in dessen mittleren Lebensjahren in der Film-Biografie
Love & Mercy.
Cusack führte Beziehungen mit Minnie Driver, Alison Eastwood, Claire Forlani und Neve Campbell.
Seine deutsche Synchronstimme ist meist Andreas Fröhlich.
Cusack trat im Zuge der Überwachungs- und Spionageaffäre 2013 im Video „Stop Watching US“ auf. Außerdem schreibt er regelmäßig Artikel für die Huffington Post. Er ist Ratsmitglied der Progressiven Internationalen.

## Filmografie (Auswahl)
- 1983: Class
- 1984: Das darf man nur als Erwachsener (Sixteen Candles)
- 1984: Speedway Trio (Grandview, U.S.A.)
- 1985: Der Volltreffer (The Sure Thing)
- 1985: Lanny dreht auf (Better Off Dead…)
- 1985: Die Abenteuer der Natty Gann (The Journey of Natty Gann)
- 1986: Stand by Me – Das Geheimnis eines Sommers (Stand by Me)
- 1986: Ein ganz verrückter Sommer (One Crazy Summer)
- 1987: Danny, immer fünf Minuten zu spät (Hot Pursuit)
- 1987: Nachrichtenfieber – Broadcast News (Broadcast News)
- 1988: Acht Mann und ein Skandal (Eight Men Out)
- 1988: Tapeheads – Verrückt auf Video (Tapeheads)
- 1989: Elvis Stories (Kurzfilm)
- 1989: Teen Lover (Say Anything…)
- 1989: Die Schattenmacher (Fat Man and Little Boy)
- 1990: Grifters
- 1991: Der Preis der Macht (True Colors)
- 1991: Schatten und Nebel (Shadows and Fog)
- 1992: Asphalt-Propheten (Roadside Prophets)
- 1992: Bob Roberts
- 1992: Flucht aus dem Eis (Map of the Human Heart)
- 1993: Der Preis für eine Million (Money for Nothing)
- 1994: Haltlos (Floundering)
- 1994: Bullets Over Broadway
- 1994: Willkommen in Wellville (The Road to Wellville)
- 1996: City Hall
- 1997: Con Air
- 1997: Mitternacht im Garten von Gut und Böse (Midnight in the Garden of Good and Evil)
- 1997: Ein Mann – ein Mord (Grosse Pointe Blank)
- 1997: Anastasia (Stimme von Dmitri)
- 1998: Chicago Cab
- 1998: This Is My Father
- 1998: Der schmale Grat (The Thin Red Line)
- 1999: Reiter auf verbrannter Erde (The Jack Bull, Fernsehfilm)
- 1999: Turbulenzen – und andere Katastrophen (Pushing Tin)
- 1999: Das schwankende Schiff (Cradle Will Rock)
- 1999: Being John Malkovich
- 2000: High Fidelity
- 2001: America’s Sweethearts
- 2001: Weil es Dich gibt (Serendipity)
- 2002: Max
- 2003: Identität (Identity)
- 2003: Das Urteil – Jeder ist käuflich (Runaway Jury)
- 2005: Frau mit Hund sucht … Mann mit Herz (Must Love Dogs)
- 2005: The Ice Harvest
- 2006: The Contract
- 2007: Die Zeit ohne Grace (Grace Is Gone)
- 2007: Zimmer 1408 (1408)
- 2007: Joe Strummer: The Future Is Unwritten
- 2007: Mein Kind vom Mars (Martian Child)
- 2008: War Inc. – Sie bestellen Krieg: Wir liefern (War, Inc.)
- 2008: Igor
- 2009: 2012
- 2010: Shanghai
- 2010: Hot Tub – Der Whirlpool … ist ’ne verdammte Zeitmaschine! (Hot Tub Time Machine)
- 2011: The Factory
- 2012: The Raven – Prophet des Teufels (The Raven)
- 2012: The Paperboy
- 2013: Numbers Station (The Numbers Station)
- 2013: Adult World
- 2013: Frozen Ground (The Frozen Ground)
- 2013: Der Butler (The Butler)
- 2013: Grand Piano – Symphonie der Angst (Grand Piano)
- 2014: Motel Room 13 (The Bag Man)
- 2014: Maps to the Stars
- 2014: The Prince – Only God Forgives (The Prince)
- 2014: Drive Hard
- 2014: Love & Mercy
- 2014: Reclaim – Auf eigenes Risiko (Reclaim)
- 2015: Dragon Blade
- 2015: Chi-Raq
- 2016: Puls (Cell)
- 2017: Arsenal
- 2017: Blood Money
- 2017: Singularity
- 2018: Distorted
- 2018: River Runs Red
- 2019: Never Grow Old
- 2020: Utopia (Serie)

## Auszeichnungen
- 1990: Chicago Film Critics Association Awards: Gewinner Aufstrebender Schauspieler, für Teen Lover
- 1997: Blockbuster Entertainment Awards: Gewinner Lieblingsnebendarsteller – Action/Abenteuer, für Con Air
- 1998: Chlotrudis Awards: Nominiert Bestes Drehbuch in Ein Mann – ein Mord
- 2000: Screen Actors Guild Awards: Nominiert Bestes Schauspielensemble in Being John Malkovich
- 2000: Teen Choice Awards: Nominiert Film – Choice Hissy Fit High Fidelity
- 2001: London Critics Circle Film Awards: Nominiert Schauspieler des Jahres in Being John Malkovich
- 2001: British Academy Film Award: Nominiert Bestes Adaptierte Drehbuch in High Fidelity
- 2001: Golden Globe: Nominiert Bester Nebendarsteller – Comedy/Musical in High Fidelity
- 2001: Empire Awards: Nominiert Bester Schauspieler in High Fidelity
- 2001: Writers Guild of America: Nominiert Bestes Drehbuch in High Fidelity
- 2001: American Comedy Awards: Nominiert Lustigster Schauspieler in High Fidelity
- 2008: Saturn Awards: Nominiert Bester Schauspieler in Zimmer 1408
- 2010: Teen Choice Awards: Nominiert Bester Darsteller – Science-Fiction in 2012
- 2015: Canadian Screen Award: Ausgezeichnet als Bester Nebendarsteller in Maps to the Stars